# Annegamento

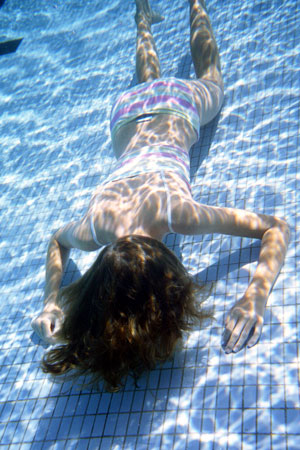
Simulazione in piscina di una tipica situazione per cui sono addestrati i bagnini di salvataggio: gli annegamenti sono silenziosi e non attraggono l'attenzione di chi nuota accanto.

L'annegamento è una forma di asfissia acuta da causa esterna meccanica determinata dalla occupazione dello spazio alveolare polmonare da parte di un liquido (di solito acqua) introdotto attraverso le vie aeree superiori.
Può essere causa di morte per ipossia acuta e insufficienza cardiaca acuta. Nei casi non fatali può essere trattata con successo con opportune manovre di rianimazione.
La morte per annegamento va distinta dalla morte improvvisa da immersione (causata da traumi, sincopi cardiache riflesse, soffocamento da vomito, squilibri termici ecc.).

## Storia

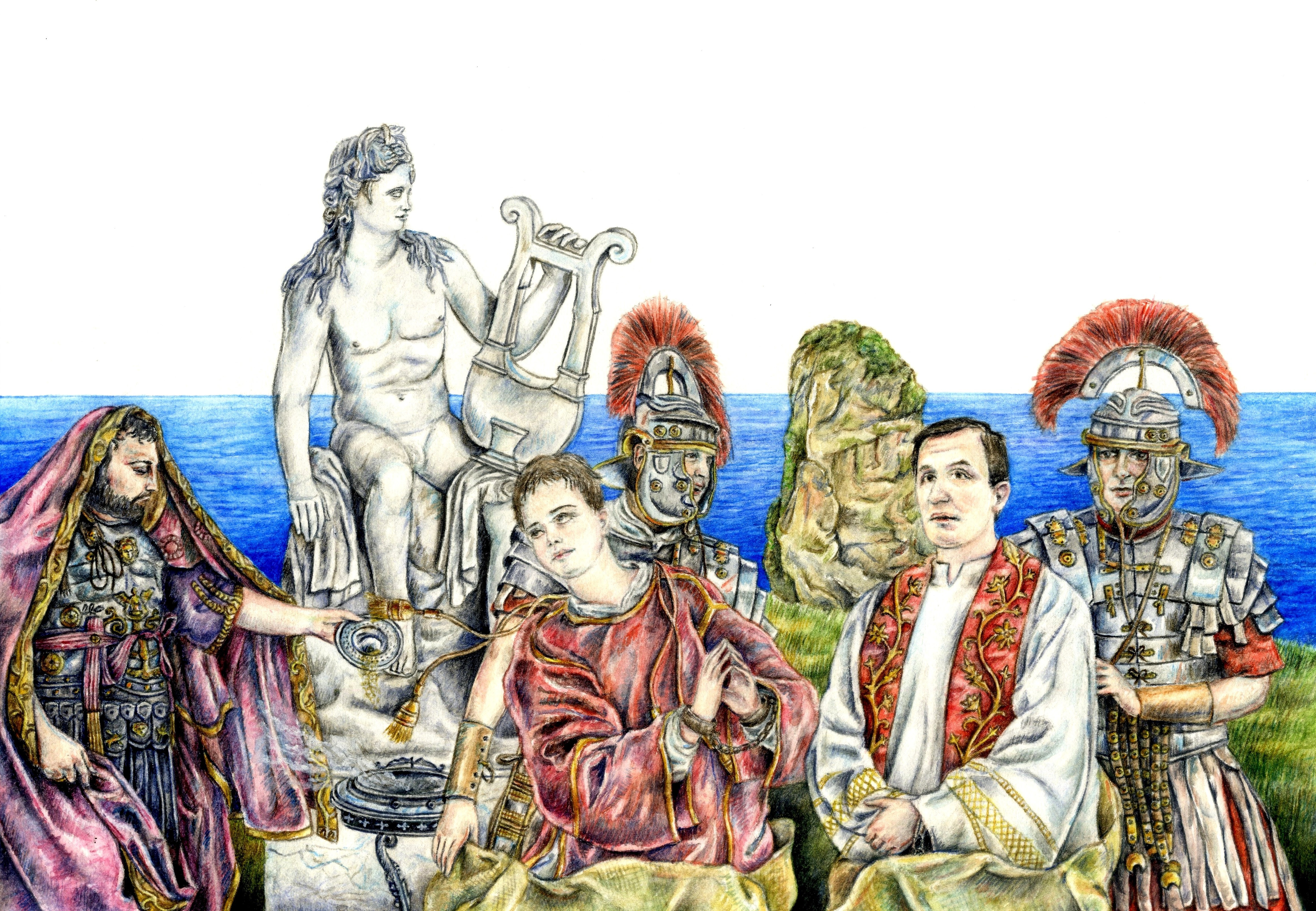
San Cesario diacono condannato ad essere annegato nel mare di Terracina.

Nell'Antico Egitto la morte per annegamento era temuta e pertanto poteva essere inflitta come punizione e dannazione a nemici e traditori, ma probabilmente anche come forma di sacrificio rituale, come nel caso del toro sacro ad Api.
L'annegamento è stato utilizzato anche in epoche successive come mezzo per infliggere la pena di morte ai rei di particolari reati: è il caso della poena cullei che il diritto romano riservava ai parricidi e dell'analogo supplizio della mazzeratura, che in epoca basso medievale era comminata ai traditori.

Stele di Piamon, morto per annegamento e divinizzato come Osiride, tra il 332 e il 30 a.C. Museo Egizio, Torino.

## Epidemiologia
A livello mondiale, l'annegamento provoca una stima di 360.000 decessi ogni anno. Questo rappresenta il 7% di tutti i decessi correlati a lesioni ed è la principale causa di morte tra i giovani maschi. Si stima che negli Stati Uniti si verifichino circa 4.000 decessi all'anno a causa dell'annegamento. Inoltre, si stima che per ogni annegamento fatale, quattro vittime di annegamento non fatale richiedano cure mediche. Cinquanta per cento di questi pazienti richiedono il ricovero ospedaliero e interventi medici. Ci sono tre picchi di vittime legati all'età, che includono i bambini piccoli (sotto i 5 anni), gli adolescenti e gli anziani. I pazienti possono annegare in vasche da bagno, piscine, grandi specchi d'acqua o addirittura secchi riempiti dalla pioggia nel cortile. I fattori di rischio per l'annegamento includono l'età infantile e adolescenziale, la residenza negli stati del sud, l'accadimento durante i mesi estivi, l'uso concomitante di droghe o alcol e problemi medici correlati, tra cui aritmie cardiache o epilessia.
Nei neonati, la causa è spesso accidentale e può verificarsi nella vasca da bagno o addirittura nella bacinella da bagno. La maggior parte delle morti infantili avviene entro 5 minuti da un momento di insufficiente supervisione. I bambini più grandi tendono ad annegare in piscina. Spesso il cancello o la recinzione della piscina sono aperti e il bambino vi si tuffa semplicemente. Gli adulti tendono ad annegare nei laghi, nei fiumi e in mare. In molti casi di annegamento negli adulti, può esserci un infortunio associato, come il tuffo in acque basse e l'impatto contro una roccia.

## Eziofisiopatologia
L'esposizione accidentale o intenzionale all'immersione in acqua o altre sostanze liquide che inibiscono la capacità del corpo di ossigenare i tessuti e gli organi.
Quando una persona subisce un'immersione o un'immersione in un mezzo liquido, i tessuti vitali possono diventare ipossici e acidosici, il che può portare a disritmie cardiache (che progrediscono da tachicardia, bradicardia, attività elettrica senza polso e asistolia). Il liquido aspirato può portare a un lavaggio e un malfunzionamento del surfattante, all'aumento della permeabilità della membrana alveolo-capillare, alla diminuzione della compliance polmonare e allo squilibrio ventilazione/perfusione. Ciò può risultare in sintomi respiratori minimi o assenti fino a un edema polmonare non cardiogenico fulminante, con un quadro clinico simile alla sindrome da distress respiratorio nell'adulto (ARDS) o alla sindrome da distress respiratorio acuto. La morbidità e la mortalità più elevate sono legate all'ipossia cerebrale, e la gestione è mirata a invertire l'ipossia il più rapidamente possibile. Curiosamente, l'esposizione ipotermica all'incidente può essere protettiva per i tessuti, anche se può comportare un aumento dell'incidenza di disritmie cardiache.
La determinazione della tossicità dell'acqua in cui la vittima è stata immersa (ad esempio, acqua salata rispetto a acqua dolce) ha scarsa importanza nell'annegamento non fatale. Cambiamenti di volume o di elettroliti nel siero si verificano solo quando viene aspirato un volume significativo di liquido. È più importante notare se il liquido era chiaramente contaminato (acque reflue), poiché tali pazienti sono altamente suscettibili alle infezioni polmonari e possono richiedere l'uso profilattico di antibiotici all'arrivo in ospedale. Inoltre, le raccomandazioni attuali stabiliscono che l'uso di routine dell'immobilizzazione della colonna cervicale e degli esami di imaging non è giustificato a meno che la storia o l'esame suggeriscano che il paziente abbia subito una lesione traumatica.
Almeno il 20% delle persone sviluppa laringospasmo stretto che persiste anche dopo l'arresto cardiaco. Queste vittime raramente aspirano del liquido e si dice che abbiano un annegamento "asciutto".
Le due principali complicanze dell'annegamento riguardano il sistema nervoso centrale e il sistema cardiaco. Entro 2 minuti la maggior parte delle vittime perde conoscenza e entro 4-6 minuti svilupperà lesioni cerebrali irreversibili. L'ipoperfusione globale del sistema nervoso centrale induce il rilascio di neurotrasmettitori eccitotossici, radicali liberi e perossidazione lipidica. Spesso si verificano edema cerebrale e instabilità autonomica, seguiti da cambiamenti dell'intervallo ST, che indicano un danno miocardico correlato allo stress. L'ipossiemia induce anche aritmie ventricolari e grave ipertensione polmonare.

## Trattamento

### Tecniche di primo soccorso

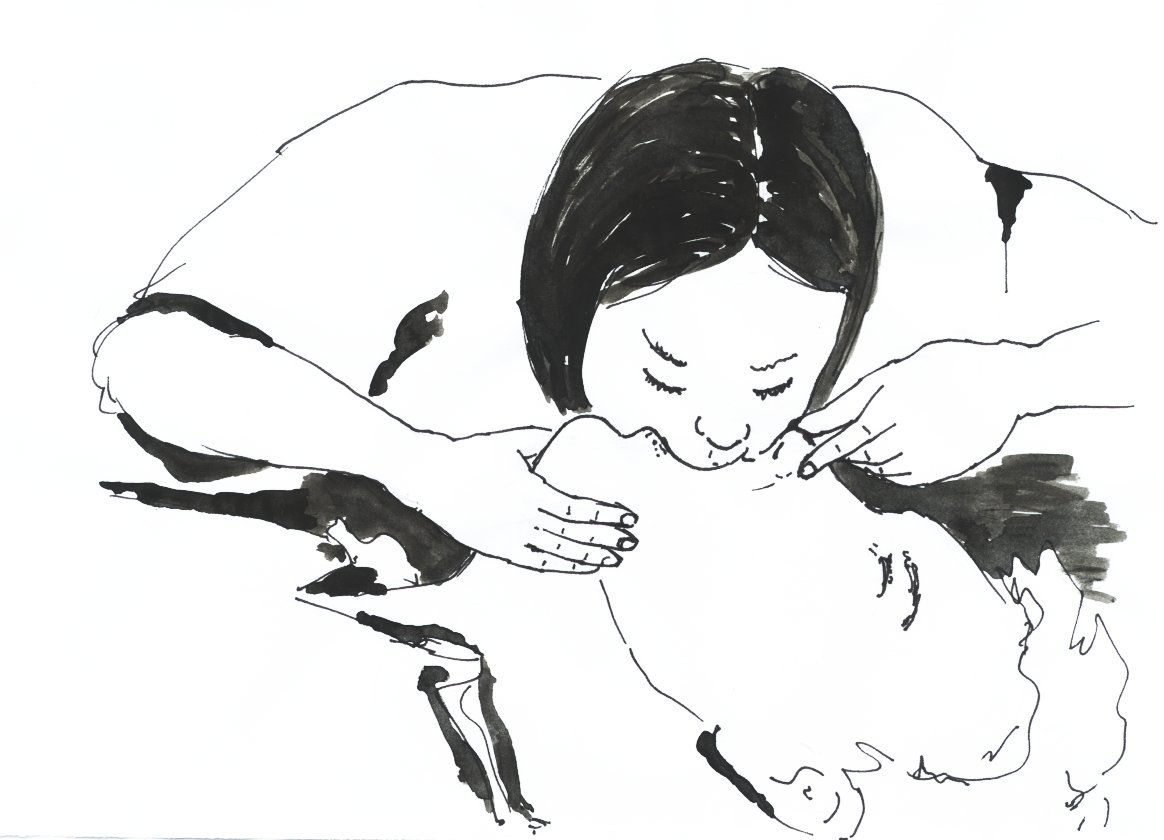
Ventilazione bocca a bocca.

Se la vittima è incosciente, ma respira, necessita di essere posta in posizione laterale di sicurezza, per evitare che vomiti e possa soffocare con il vomito.
Se la vittima non respira o il cuore non batte, deve essere eseguita rapidamente una rianimazione cardiopolmonare, nella versione specifica per i casi di annegamento, che differisce da quella generale: si inizia con 5 insufflazioni d'aria, per mobilitare l'acqua che è entrata nei polmoni. La tecnica di RCP è successivamente analoga a quella generale.
Per un certo periodo era diffusa l'idea che la manovra di Heimlich avrebbe funzionato anche per gli annegati, ma attualmente è sconsigliata.

Compressioni toraciche (massaggio cardiaco)